# 金陽吸毒事件
金陽吸毒事件，指2015年10月台灣藝人金陽在台北路邊臨檢時，被台北市政府警察局保安警察查獲持有大麻的事件。

## 事件經過

### 臨檢過程
2015年10月6日深夜11點30分左右，金陽獨自一人開著紅色轎車在台北市辛亥路3段157巷口龜速行進時，臺北市政府警察局保安警察大隊第二中隊小隊長郭榮金等7人巡邏警網經過發現可疑，員警上前攔下金陽座車盤查。員警要求駕駛開窗受檢，忽然聞到車內散發出濃濃菸味，金陽同意配合警方檢視車內。警方在中央扶手置物箱發現1包疑似大麻，員警要求金陽自行取出並交付檢視。警方仔細察看後，確認是《毒品危害防制條例》第二級毒品大麻，淨重0.81公克。他坦承持毒並配合偵辦，警詢後依違反《毒品危害防制條例》罪嫌移送偵辦。他供稱是在8月赴美國旅遊時學會吸食，返台後曾在信義區的夜店以新台幣1000元向一名外籍男士購買，辯稱自己不知道大麻在台灣屬二級毒品，引發軒然大波，之後也強調瑤瑤並不知道他沾毒。

### 網路輿論
金陽於2015年9月24日在臉書轉PO一則新聞「家長叫孩子轉社，熱舞社老師怒：跳舞不壞」，並寫下因為跳舞，他學到什麼是禮貌與尊師重道、如何為自己想做的事情負責等好處，更直言：「如果我沒有跳舞，我還真的不敢想像我現在是什麼樣子。」金陽這番話帶給不少熱愛跳舞的年輕人正能量，卻因他傳出吸毒事件，遭到網友起底留言「跳舞很讚，但吸毒就不對」、「學會吸毒喔」，痛心他因為一時糊塗自毀前程。

### 金陽首度道歉
2015年10月8日道歉會前後鞠躬共計5次，但他先前對警方誆稱在國外生活多年，不知大麻犯法，竟上演大逆轉說：「我確實知道在台灣大麻是不合法的。」這話不僅自打臉，還昭告天下他知法犯法。

### 郭書瑤公開回應金陽吸毒事件
金陽於6日晚上11點被逮，當時郭書瑤剛回台北，他被逮時曾跟警察借手機打給她，但因當時情況緊急，沒辦法說清楚內容，他只連忙對她說「對不起」。之後金陽被限制通話，郭書瑤一時聯絡不上他，才會7日凌晨1點在Instagram發文，「為什麼要說謊，難道不知道會讓人受傷？」因為發文之前，金陽以「看電影之名行去夜店之實」，讓她覺得受傷。瑤瑤昨說，7日白天見新聞報導才知道他持毒被逮，當日下午通第2次電話，他向她道歉超過10次。
這件事造成大家的困擾和擔心感到抱歉，從找不到人、得知消息，心慌到要崩潰，到最後聯絡上人，經紀人的陪伴讓我的心稍微安定，接著看見到大家的關心，看到很多網友的留言，家中親朋好友的慰問！！非常感謝大家關心我，更謝謝大家對於他沒有過多責罵，反而給了很多包容跟鼓勵，謝謝肯給他一次機會的大家。
大家或許覺得諷刺，我拍刑事局的微電影，卻發生這樣的事，但老天爺可能想透過我，讓大家真真實實從這件事情上看見，一個人碰毒品不只是一個人的事，是會牽連甚至傷害到身邊的人，希望大家更關注毒品議題，在電影裡結局並不圓滿，但現實生活中，希望任何事都可以有好的結局！犯錯，就要悔改，遇到事情，就面對，身邊的親朋好友都陪他一起面對，很多人也都給予他機會，所以我也會繼續陪著他！！我相信愛可以讓一切更好～我會更加督促他！！
 — 郭書瑤， 劉宜庭. . 東森新聞. 2015-10-08  [2015-10-11]. （原始内容存档于2015-10-10） （中文（繁體））.

## 審理和判刑
金陽以違反《毒品危害防制條例》移送台北地檢署複訊，檢方訊後諭令他無保請回，限制住居並限制出境、限制出海；據悉，金陽的驗尿報告已檢驗完成，2015年12月10日下午2時許檢方再傳金陽出庭，結束約25分鐘庭訊後，金陽在律師陪同下步出北檢，僅簡單說：「對不起我知道錯了，謝謝大家的關心。」金陽的律師以「金陽年輕不懂事且是初犯」，請求檢方給予自新機會。檢方則要求金陽先到松德院區進行評估，待報告出爐後，再決定金陽的戒癮治療地點。
2015年12月30日，台北地檢署處分金陽緩起訴2年，另服40小時義務勞務。2016年1月21日，台北地檢署依職權送再議，高檢署駁回再議，金陽緩起訴確定。

## 各方意見

### 教育界
金陽身為國立政治大學地政系學生，經《ETtoday娛樂星光雲》記者求證政大，軍訓室教官在了解情況後回覆表示，學校對於學生吸毒個案，將以藥物濫用的流程處理，成立春暉小組，從教育的立場，結合身心健康中心，進行諮商並輔導戒治，並定期進行篩檢。